# Муньос, Родриго
Родри́го Марти́н Муньо́с Соломо́н (исп. Rodrigo Martín Muñoz Salomón; род. 22 января 1982, Монтевидео) — уругвайский футболист, вратарь и капитан асунсьонского «Гуарани». Участник чемпионата мира 2014 года.

## Клубная карьера
Муньос начал карьеру в клубе «Серро». В 2002 году он дебютировал за команду в уругвайской Примере. В 2005 году Родриго на правах аренды перешёл в чилийский «Провинсиаль Осорно». После возвращения он стал основным вратарём «Серро», но не достиг с клубом особых успехов. В основном Муньос помогал клубу сохранить прописку в высшей лиге. В 2006 году Родриго вылетел с командой во второй дивизион, но уже через год вернулся. 10 ноября 2007 года в матче против «Данубио» он забил свой первый гол, удачно исполнив штрафной удар. 6 декабря 2008 года в поединке против «Насьоналя» Муньос сделал дубль, забив один мяч реализовав пенальти, а второй исполнив штрафной, в течение 5 минут.
В 2009 году Родриго перешёл в «Насьональ». 22 августа в матче против «Серро-Ларго» он дебютировал за новый клуб. В составе «Насьоналя» Муньос дважды выиграл чемпионат.
В 2012 году Родриго перешёл в парагвайский «Либертад». 5 февраля в матче против «Насьоналя» из Асунсьона он дебютировал в парагвайской Примере. В 2012 году Муньос стал чемпионом Клаусуры, а через два года повторил это достижение.

## Международная карьера
18 мая 2011 года Муньос получил вызов в сборную Уругвая на товарищеский матч против сборной Германии, но на поле так и не вышел. В 2014 году Родриго был включен в заявку национальной команды на поездку на чемпионат мира в Бразилию. На турнире он был запасным и на поле так и не вышел.

## Достижения
- Чемпион Уругвая 2008/09, 2010/11
- Чемпион Парагвая (3): Клаусура 2012, Клаусура 2014, Апертура 2016